# Ministère de l'Environnement et du Développement durable
Pour les autres articles nationaux ou selon les autres juridictions, voir Ministère de l'Environnement et de la Lutte contre les changements climatiques.
Le ministère de l'Environnement et du Développement durable est un ministère guinéen.

## Titulaires depuis 2007
| Nom | Nom                     | Dates du mandat | Dates du mandat | Gouvernement(s)            |
| --- | ----------------------- | --------------- | --------------- | -------------------------- |
| | Mamadou Camara          |                 |                 | Kouyaté                    |
| | Papa Koly Kourouma      |                 |                 | Souaré                     |
| | Papa Koly Kourouma      |                 |                 | Komara                     |
| | Georges Niakoye Délamou |                 |                 | Doré                       |
| | Saran Mady Touré        | 24/12/2010      | 15/01/ 2014     | Saïd Fofana I              |
| | Kadiatou N'Diaye        | 24/01/2014      | 26/12/2015      | Saïd Fofana II             |
| | Christine Sagno         | 26/12/2015      | 27/02/2017      | Youla                      |
| | Aïssatou Baldé          | 27/02/2017      | 17/05/2018      | Youla                      |
| | Roger Patrick Millimono | 26/05/2018      | 03/06/2020      | Kassory I                  |
| | Oyé Lamah Guilavogui    | 03/06/2020      | 05/09/2021      | Kassory II                 |
| | Louopou Lamah           | 21/10/2021      | 18/11/2022      | Béavogui et Bernard Goumou |
| | Safiatou Diallo         | 18/11/2022      | 19/02/2024      | Bernard Goumou             |
| | Djami Diallo            | 13/3/2024       | En cours        | Bah Oury                   |
| Dans l'intervalle entre les mandats, le ministre sortant assure la gestion des affaires courantes. Titres successifs : - Depuis octobre 2021 : Environnement et du développement durable |                         |                 |                 |                            |